# 鹹煎餅
鹹煎餅是廣東一带的油炸麵食。與油炸鬼、牛脷酥合稱為「油器三寶」，常見於香港的粥店。
傳說是1930年代位於廣州市龍津路的德昌茶樓創辦人譚藻參考盲公餅和南乳花生創作而成。
製作方法是將高筋麵粉和低筋麵粉壓平後塗上南乳捲起、壓平、沾上芝蔴之後油炸而成。